# 桂小米朝
桂 小米朝（かつら こべいちょう）は、上方落語の名跡。現在は空名跡となっている。

結三柏は、桂文治一門の定紋である。

- 初代桂小米朝（生没年不詳） - 明治中期の番付に名前が見えるが、詳細不明。一部ではこの小米朝については触れず、3代目（中川明）を2代目とすることもある。
- 2代目桂小米朝 - 後∶月亭可朝
- 3代目桂小米朝 - 現∶5代目桂米團治